# Bathypalaemonellidae
Bathypalaemonellidae é uma família de crustáceos decápodes da superfamília Campylonotoidea.

## Taxonomia
Cladograma segundo o Catalogue of Life:
| Bathypalaemonellidae | \| \| Bathypalaemonella \| \| \| \| \| \| Bathypalaemonetes \| \| \| \| |
|                      | \| \| Bathypalaemonella \| \| \| \| \| \| Bathypalaemonetes \| \| \| \| |
|                      | Bathypalaemonella                                                       |
|                      |                                                                         |
|                      | Bathypalaemonetes                                                       |
|                      |                                                                         |